# Bathyconchoecia caini
Bathyconchoecia caini is een mosselkreeftjessoort uit de familie van de Halocyprididae. De wetenschappelijke naam van de soort is voor het eerst geldig gepubliceerd in 1989 door Ellis.